# Фісун Олександр Петрович
Олександр Петрович Фісун (23 лютого 1937, село Великомихайлівка, тепер Покровського району Дніпропетровської області — 2003, місто Москва) — український радянський діяч, генеральний директор виробничого об'єднання «Донецьквугілля». Депутат Верховної Ради УРСР 11-го скликання.

## Біографія
У 1955 році закінчив Рутченківський гірничий технікум Сталінської області.
У 1955—1959 роках — гірничий майстер, помічник начальника, начальник дільниці шахти № 29 тресту «Рутченківвугілля» комбінату «Сталіновугілля».
Член КПРС з 1959 року.
У 1959—1963 роках — військова служба на Тихоокеанському флоті СРСР.
У 1963—1967 роках — студент гірничого факультету Донецького політехнічного інституту.
У 1967—1973 роках — начальник дільниці, помічник головного інженера, заступник головного інженера —головний технолог шахти імені Калініна тресту «Куйбишеввугілля» Донецької області. У 1973—1978 роках — головний інженер шахтоуправління «Октябрське».
У 1978—1981 роках — технічний директор —головний інженер виробничого об'єднання «Макіїввугілля» Донецької області.
У 1981—1982 роках — генеральний директор виробничого об'єднання «Совєтськвугілля».
У 1982—1986 роках — генеральний директор виробничого об'єднання «Донецьквугілля» Донецької області.
У 1986—1991 роках — 1-й заступник міністра вугільної промисловості СРСР.
У 1991—1993 роках — заступник президента Правління корпорації «Вугілля Росії». У 1993—1998 роках — заступник генерального директора і віце-президент ВАТ «Російська вугільна компанія».
3 1998 року — заступник директора Державної установи з питань реорганізації і ліквідації нерентабельних шахт і розрізів Міністерства палива і енергетики Росії.
Член Ради директорів акціонерних товариств «Ростоввугілля» і «Тулавугілля». 3 1987 року — голова виконавчого комітету Ради товариства гірничих інженерів вугільної галузі. 3 1996 року — голова Правління регіональної громадської організації «Шахтарі —інваліди Чорнобиля».

## Нагороди
- орден Жовтневої революції (1985)
- орден Знак Пошани (1981)
- російський орден «Мужества» (1996)
- лауреат премії Уряду Російської Федерації (1999)
- заслужений шахтар Української РСР (1987)
- медалі